# Denzitometrie

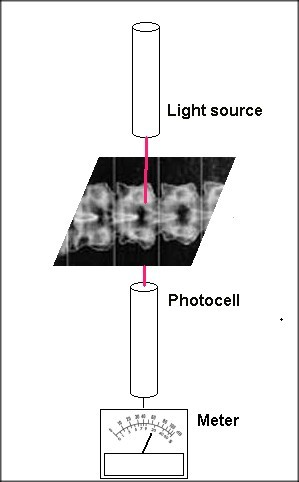
Princip denzitometrie: bodové měření optické hustoty.

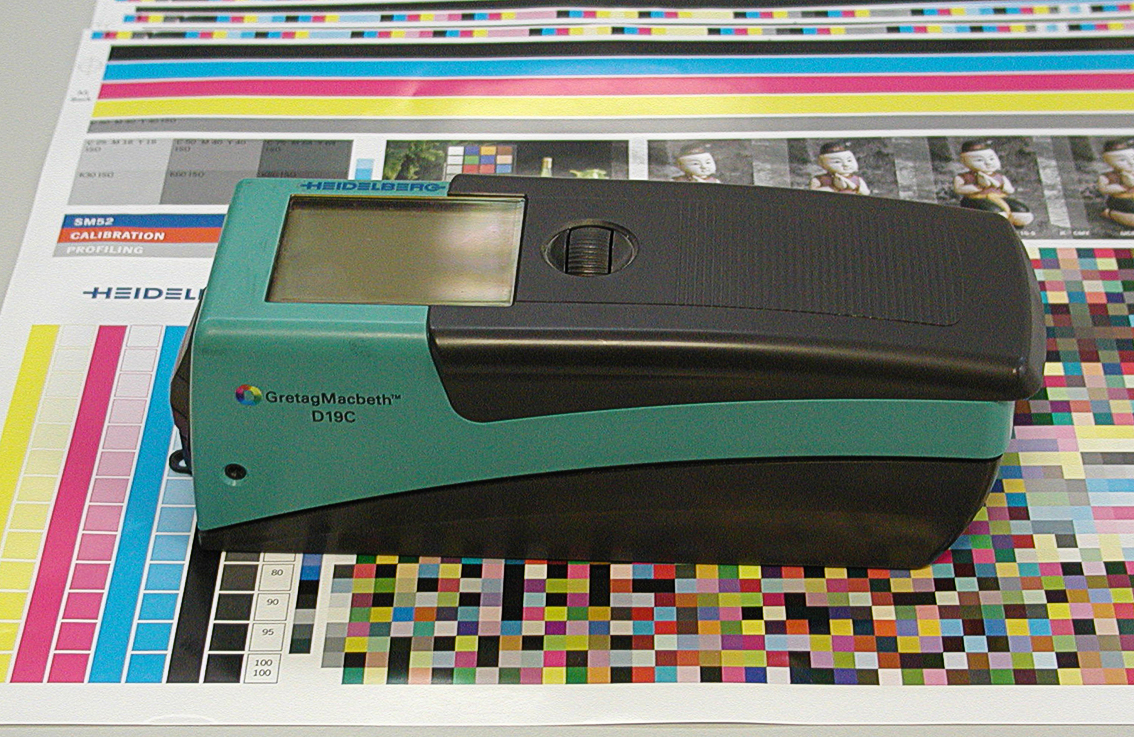
"D19C" Denzitometr firmy GretagMacbeth.

Denzitometrie je metoda měření optické hustoty především fotografických materiálů citlivých na světlo nebo předloh pro reprodukci. Odpovídající měřící přístroj se nazývá denzitometr.
Na číselné vyjádření charakteru předlohy je potřeba zjistit její tónový rozsah nebo kontrast, který vyjadřuje rozdíl maximální a minimální optické hustoty.

D = Dmax - Dmin - odvozuje se od transparence (průsvitnosti). Hodnoty Dmax a Dmin jsou maximální a minimální hustoty, které lze na materiál zaznamenat. Rozdíl mezi oběma je rozsah hustoty.

Dynamický rozsah hustoty:
{\displaystyle D=\log \,\left({\frac {1}{R}}\right)} nebo {\displaystyle D=\log \,\left({\frac {1}{T}}\right)}
kde D je hustota, R je remise a T je transmitance, neboli množství světla určité vlnové délky, které prošlo vzorkem.

## Použití
Podle principu měření hustoty rozdělujeme:
- bodové měření optické hustoty: hodnota absorpce světla se měří v jednom bodě
- lineární měření optické hustoty: hodnoty po sobě jdoucích bodů jsou vyjádřeny v grafu
- dvourozměrné měření optické hustoty: hodnoty absorpce světla jsou vyjádřeny jako 2D syntetický obraz, obvykle za použití stínování nepravých barev

V medicíně se používá tzv. kostní denzitometr, který dokáže například při osteoporóze vyhodnotit hustotu vápníku v kostech.